# Jan Olbrycht
Jan Marian Olbrycht (n. 21 septembrie 1952, Rybnik, Voievodatul Silezia, Polonia) este un om politic polon, membru al Parlamentului European în perioada 2004-2009 din partea Poloniei.